# Acanthascus mollis
Acanthascus mollis är en svampdjursart som beskrevs av Schulze 1886. Acanthascus mollis ingår i släktet Acanthascus och familjen Rossellidae. Inga underarter finns listade i Catalogue of Life.